# El caso Mattei
El caso Mattei (en italiano : Il Caso Mattei), es una película de 1972 dirigida por Francesco Rosi . Representa la vida y la misteriosa muerte de Enrico Mattei, un empresario italiano que tras la Segunda Guerra Mundial logró evitar la venta de la naciente industria italiana del petróleo y el hidrocarburo a compañías estadounidenses y la desarrolló en el Eni, una empresa de petróleo estatal que rivalizaba con las "siete hermanas" por los negocios de petróleo y gas en los países del norte de África y Medio Oriente.
La película compartió el Gran Premio con Los trabajadores van al cielo en el Festival de Cine de Cannes de 1972 . La estrella italiana Gian Maria Volontè fue el actor principal en ambas películas.

## Sinopsis
Docudrama sobre el extraño fallecimiento de Enrico Mattei, un industrial cuya muerte fue atribuida a oscuros intereses político-financieros, aunque oficialmente fue considerada un simple accidente.

## Reparto
- Gian Maria Volontè - Enrico Mattei
- Luigi Squarzina - Jornalista
- Gianfranco Ombuen - Ing. Ferrari
- Edda Ferronao - Mrs. Mattei
- Accursio Di Leo - Siciliano importante #1
- Giuseppe Lo Presti - Siciliano importante #2